# Porcaire
Sainte Porcaire, Porcaria ou Porcharia, est une sainte du Ve siècle originaire de Civitavecchia en Italie. Elle est morte à Pontigny, et elle est célébrée le 8 octobre.

## Biographie
Originaire de Civitavecchia, Porcaire est la sœur de Camille (Camilla), Magnence (Magnenzia), Pallade (Pallasia) et Maxime (Massima), et qui ramenèrent la dépouille de saint Germain à Auxerre après sa mort à Ravenne.
Seules deux saintes survécurent, Maxime et Porcaire. Après que le corps de saint Germain soit déposé dans son tombeau, elle se retire dans un lieu solitaire au-delà du Serein, et y bâtit un ermitage.
Après sa mort, les fidèles élevèrent une chapelle sur son tombeau dont les terres revinrent en 1119 à l'abbaye de Pontigny. Au XIXe siècle le lieu était en ruines.